# Jakobskirche (Aleppo)

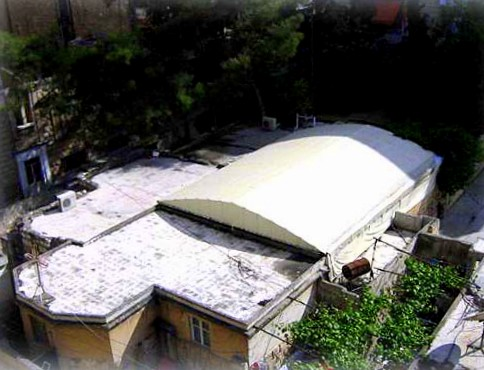
Armenische Apostolische Kirche St. Jakob in Aleppo, 25. April 2017

Die Kirche Sankt Jakob oder Surp Hagop (arabisch كنيسة القديس يعقوب, armenisch Սուրբ Յակոբ Եկեղեցի) ist eine Kirche der  Armenischen Apostolischen Kirche in der syrischen Stadt Aleppo. Die Kirche im Alten Syrischen Viertel (حي السريان القديم) wurde 1943 eröffnet und 1962 erweitert.

## Standort
Die Kirche steht an der Iman-Gasse (arabisch حارة الايمان) im Alten Syrischen Viertel (حي السريان القديم) in deren Mittelabschnitt auf der Südwestseite.

## Geschichte
Nach dem Ersten Weltkrieg und dem Völkermord an den Armeniern gelangten viele armenische Flüchtlinge nach Aleppo, von denen sich einige auch in dem fast ganz von Christen – mehrheitlich assyrischen Flüchtlingen – bewohnten Alten Syrischen Viertel (حي السريان القديم) niederließen. Als Ardavazt Surmeyan Bischof des Bistums Beroea mit seiner Vierzig-Märtyrer-Kathedrale war, erwarb die Armenische Apostolische Kirche mit Spendengeldern des italienischen Generalkonsuls Georgio Marcopolli ein Stück Land von 750 Quadratmetern. Am 3. Juni 1934 wurde der Boden gesegnet, doch dauerte es noch Jahre bis zum Beginn der Bauarbeiten. 1940 wurde hiermit schließlich begonnen, und 1943 wurde die Kirche eingeweiht. Schutzpatron wurde Jakob von Nisibis (heute Nusaybin / Türkei, nördliche Nachbarstadt von Qamischli). 1962 wurde die Kirche erweitert und erhielt so ihre heutige Gestalt. 1988–1989 wurde die Kirche durch das armenische Bistum Beroea vollständig renoviert.

## Architektur
Die Kirche hat ihre heutige Gestalt seit 1962 und ist ein schlichter Bau mit Flachdach und ohne für andere Kirchen typische Elemente wie Kuppel oder Glockenturm. Umgeben ist sie auf dem kircheneigenen Gelände von einer kleinen Hoffläche.